# Wolfgang Rosterg
Wolfgang Rosterg (* 17. Dezember 1909 in Wiesbaden; † 23. Dezember 1944 in Cultybraggan Camp, Perth and Kinross, Schottland) war ein deutscher Unteroffizier im Heer der Wehrmacht, zuletzt Feldwebel im Zweiten Weltkrieg. Nach seiner Gefangennahme durch die British Army in der Normandie und einem missglückten Massenausbruch anderer Gefangener wurde er im Kriegsgefangenenlager Cultybraggan am 23. Dezember 1944 von Mitgefangenen als Nazigegner und vermeintlicher Verräter gelyncht. Die Täter wurden am 12. Juli 1945 zum Tode verurteilt und am 6. Oktober 1945 im Pentonville-Gefängnis gehängt. Anders als in Deutschland fanden die Tat und der Prozess in Großbritannien einen großen Widerhall in Presse und Fachliteratur.

## Leben und Tod
Wolfgang Rosterg wurde 1909 in Wiesbaden als Sohn des Industriellen August Rosterg (1870–1945), der von 1915 bis 1945 Generaldirektor der Wintershall AG war, und dessen Ehefrau Dora Rosterg geb. Strauch (1873–1913) geboren. Er hatte zwei ältere Geschwister, Heinz Rosterg (* 1904) und Dorothea (Thea) Rosterg (* 1905). Der Vater August Rosterg hatte in der Zeit des Nationalsozialismus enge Beziehungen zur nationalsozialistischen Führung und gehörte zum Freundeskreis des Reichsführers SS Heinrich Himmler.
Wolfgang Rosterg war Unteroffizier beim Heer der Wehrmacht und stieg während des Zweiten Weltkriegs zum Feldwebel auf. Im Juni 1944 war er in der Normandie stationiert und geriet kurz nach der dortigen Landung der Alliierten in britische Kriegsgefangenschaft. Er kam in das Lager Le Marchant Barracks in Devizes in Wiltshire, wo er auf Grund seiner guten Englischkenntnisse als Dolmetscher und Übersetzer eingesetzt wurde. Nachdem ein für den 14. Dezember 1944 vorgesehener Plan zur Massenflucht von Gefangenen aus Devizes aufgedeckt worden war, wurden eine Reihe Gefangener zunächst im London Cage verhört und am 22. Dezember 1944 in das Lager Camp 21 Cultybraggan bei Comrie gebracht. Unter ihnen war auch Wolfgang Rosterg, der inzwischen vom Nationalsozialismus und Krieg desillusioniert war und dies auch vor seinen Mitgefangenen – überzeugten Nationalsozialisten – nicht verbarg. Mitgefangene beschuldigten ihn, die Fluchtpläne verraten zu haben, schlugen ihn noch in der folgenden Nacht mit Fäusten, Fußtritten und einer Eisenstange zusammen und hängten ihn in den Morgenstunden des 23. Dezember 1944 im Sanitärtrakt auf.

## Vorgeschichte des Mordes an Rosterg
Als sich Wolfgang Rosterg im Lager Le Marchant Barracks im Süden Englands befand, planten überzeugte Nationalsozialisten in britischer Gefangenschaft einen Massenausbruch. Im Laufe des November 1944 gab es in diesem Lager eine Reihe von kleineren Gefangenenausbrüchen, laut Vermutung der Briten, um militärische Objekte auszukundschaften und so einen späteren Angriff ausgebrochener deutscher Kriegsgefangener auf London mit Unterstützung aus dem Reich zu ermöglichen. Zu diesem Zweck soll deshalb geplant gewesen sein, dass 7500 Kriegsgefangene am 14. Dezember 1944 aus diesem Lager und auch weitere aus anderen Lagern ausbrechen sollten. Ein Gefangener namens Hermann Storch gab jedoch in einem Verhör die Pläne preis, die so durch am 14. Dezember 1944 aufmarschierende britische Truppen vereitelt wurden. 32 Gefangene wurden zum Verhör durch Lieutenant Colonel Alexander Scotland in den London Cage des Combined Services Detailed Interrogation Centre (CSDIC) gebracht. Am 22. Dezember 1944 wurden 27 Gefangene, die im Cage verhört worden waren, in das Lager Camp 21 Cultybraggan bei Comrie verlegt. Irrtümlich wurde auch Wolfgang Rosterg in dieses Lager gebracht, in dem fast ausschließlich als fanatische Nazis eingestufte Gefangene einsaßen.

## Das Gefangenenlager Cultybraggan Camp
Im Camp 21 Cultybraggan, das offiziell für 4500 Insassen ausgelegt war, saßen im Dezember 1944 etwa 3000 deutsche Kriegsgefangene ein. Bis August 1944, als in zunehmender Anzahl gefangene deutsche Soldaten nach Großbritannien gebracht wurden, war es ein Durchgangslager gewesen, wurde aber nun ein Hochsicherheitslager, in dem als so genannte „schwarze“ Gefangene eingestufte, zu erheblichen Teilen aus der Waffen-SS und Fallschirmjäger-Einheiten stammende überzeugte Nationalsozialisten untergebracht wurden. Der Combined Services Detailed Interrogation Centre (CSDIC) stellte zu dieser Zeit fest, dass „in diesem Lager die SS und Fallschirmjäger ein reguläres System zur Ausspionierung anderer Offiziere organisiert hatten, das zu einem wirklichen Terror wurde“. Als Wächter des Lagers wurden polnische Soldaten eingesetzt, angeblich deshalb, weil sie die Deutschen wegen der brutalen deutschen Besatzungsherrschaft in Polen besonders hassten.

## Der Tathergang
Als Rosterg am 22. Dezember 1944 im Lager ankam, machte er keinen Hehl daraus, dass er nicht mehr an den Endsieg glaubte. Er drückte seine Ablehnung des Naziregimes aus und las, obwohl er von der Einstellung der Mitgefangenen wusste, aus den britischen Zeitungen Glasgow Herald und Scotsman vor und übersetzte das Gelesene. In den frühen Morgenstunden des 23. Dezember 1944 zerrten ihn mehrere Verschwörer aus dem Bett, verprügelten ihn und schlugen ihn dabei heftig mit einer Eisenstange. In einem improvisierten „Gericht“ befanden sie ihn dafür schuldig, Geheimnisse verraten zu haben. Mit der Eisenstange prügelnd, erzwangen sie ein „Geständnis“, doch weigerte er sich, sich selbst aufzuhängen.
Mitgefangene entrissen ihm sein Tagebuch und Listen mit Namen Gefangener, die allerdings nichts mit den gescheiterten Ausbruchsplanungen zu tun hatten, sondern Verwaltungszwecken in Devizes gedient hatten. Dennoch dienten diese Aufzeichnungen als angebliche Beweise. Rosterg wurde mit Schürhaken blutig geschlagen und ihm eine Schlinge um den Hals gelegt, an der er zum Latrinenblock gezerrt wurde. Nach einem späteren Gutachten war er bereits zu Tode stranguliert worden, als er von fünf Männern an einer Wasserleitung aufgehängt wurde. Es sollte so aussehen, als habe Rosterg sich selbst aufgehängt. Die Killer prahlten jedoch gegenüber Mitgefangenen, einen „Verräter“ gehängt zu haben.
Der Gefreite Fritz Hübner wurde Zeuge der Tat ebenso wie Hermann Bultmann, ein Freund Rostergs, der nach dem gescheiterten Ausbruch aus Devizes ebenfalls im London Cage verhört worden war und einen Tag vor Rosterg nach Cultybraggan gebracht worden war. Der maßgeblich an der Tat beteiligte Oberfähnrich Erich Pallme-König drohte Hübner, ihn ebenfalls zu töten, falls er etwas den Briten sage. Bultmann, der spürte, dass auch er verdächtigt wurde, vertraute sich den Briten an, die ihn aus dem Lager brachten.

## Die Täter
Unter den später zum Tode verurteilten Tatbeteiligten waren drei ehemalige Insassen des Lagers von Devizes, die in Folge des gescheiterten Massenausbruchs wie Rosterg am 22. Dezember 1944 nach Cultybraggan gebracht wurden, alle drei von der Waffen-SS: der 20-jährige SS-Sturmmann (Grenadier) Kurt Zühlsdorff (ehemalige 2. Kompanie der Waffen-SS-Brigade 49), der 22-jährige Rottenführer Heinz Brüling (oder: Heinrich-Wernhard Brüning) und der 20-jährige Unterscharführer Joachim Golz. Der an der Tat führend beteiligte 21-jährige Oberfähnrich Erich Pallme-Koenig war dagegen nicht in Devizes gewesen, ebenso wenig wie der 22-jährige Matrose der Kriegsmarine Josef Mertens und der später zu Gefängnisstrafe verurteilte 20-jährige Unteroffizier Rolf Herzig vom Heer der Wehrmacht.

## Ermittlungen, Prozess und Todesurteil
Der Lagerkommandant Lieutenant Colonel (Oberstleutnant) Wilson und ein weiterer Offizier, Herbert Sulzbach, deutscher Veteran des Ersten Weltkriegs, der als Jude vor Hitler nach England geflohen war und nun als Dolmetscher für die Engländer arbeitete, leiteten Ermittlungen ein. Fünf Männer wurden als Verdächtige zum Verhör in den London Cage gebracht. Bultmann wurde im März 1945 unter schwerer Bewachung in das Lager zurückgebracht und identifizierte weitere Verdächtige, während die dort stehenden Gefangenen ihn vergebens mit heftigen Flüchen überzogen und als „Verräter“ verwünschten. Insgesamt wurden zwölf Gefangene identifiziert und in den London Cage gebracht, wo sie von Alexander Scotland verhört wurden. Bei den Verhören zeigte es sich für die Ermittler erleichternd, dass die Beschuldigten nicht erwarteten, für die Tötung eines deutschen Mitgefangenen, also eine „innerdeutsche Angelegenheit“, zum Tode verurteilt zu werden. Gegen vier der Verhörten wurde kein Verfahren eröffnet. Am 2. Juli 1945 trat das Militärgericht unter dem Vorsitz von Colonel R.H.A. Kellie im London Cage (8 Kensington Palace Gardens) zusammen und eröffnete die Gerichtsverhandlung gegen acht Beschuldigte. Am 5. Juli 1945 wurde die Anklage gegen den Gefreiten Hans Klein fallen gelassen. Rolf Herzig bestritt eine eigene Tatbeteiligung, rechtfertigte aber die Tötung eines Verräters. Erich Pallme-Koenig, Joachim Goltz, Heinz Brüling, Kurt Zühlsdorff und Josef Mertens bestritten die Tat nicht, rechtfertigten sie jedoch als notwendiges Vorgehen gegen einen Verräter. Der als Verteidiger von Pallme-Koenig und zwei anderen dienende britische Offizier wandte ein, den Angeklagten sei bekannt gewesen, dass britische Offiziere in einem Gefangenenlager bei Breslau einen britischen Offizier gelyncht hätten, der nach ihrer Überzeugung ihren Fluchtplan verraten hätte. Die deutschen Behörden hätten jedoch nichts gegen diese britischen Gefangenen unternommen. Die Angeklagten könnten nicht verstehen, dass sie anders behandelt würden als britische Gefangene in Deutschland. Dieses Argument wurde von den Richtern zurückgewiesen. Am 12. Juli 1945 wurde das Urteil gesprochen: Erich Pallme-Koenig, Joachim Goltz, Heinz Brüling, Kurt Zühlsdorff und Josef Mertens wurden wegen Mordes an ihrem Mitgefangenen Wolfgang Rosterg zum Tode verurteilt. Rolf Herzig wurde zu lebenslanger Haft verurteilt, während der 22 Jahre alte Soldat der Luftwaffe Herbert Wunderlich freigesprochen wurde. Am 29. August 1945 gab es ein zweites Verfahren im London Cage, diesmal gegen sechs Beschuldigte, doch wurde dieses mangels Beweisen eingestellt. Die fünf zum Tode Verurteilten wurden am 6. Oktober 1945 im Pentonville-Gefängnis von Albert Pierrepoint und seinen beiden Henkergehilfen Steve Wade und Harry Allen gehängt. Es war die letzte Massenhinrichtung auf britischem Boden.

## Kritik an der Verwaltung der Lager wegen mangelnden Schutzes Gefangener
Es gab wiederholte Kritik an den britischen Militärbehörden, dass sie nicht für einen ausreichenden Schutz Gefangener vor Repressalien durch fanatische nationalsozialistische Mitgefangene sorgten. Auch wenn es Spekulationen gab, Rosterg sei zum Zweck der Infiltration in das für als „schwarz“ klassifizierte Gefangene vorgesehene Lager gebracht worden, wird es doch als wahrscheinlicher angesehen, dass es ein Fehler aus Nachlässigkeit mit fatalen Konsequenzen war. Es wird davon ausgegangen, dass Rosterg den Briten keine brauchbaren Informationen zum geplanten Ausbruch aus Devizes gab und er von seinen Mördern zu Unrecht beschuldigt wurde. Nach dem Mord wurden Maßnahmen zur Isolation der „schwarzen“ Gefangenen getroffen. Dennoch beklagte der Kriegsminister Percy James Grigg noch 1945, dass sich die Situation nicht wesentlich verbessert habe und nur eine völlige Abtrennung (Segregation) einen wirklichen Schutz biete.
Kriegsgefangene in Großbritannien hatten laut den offiziellen Regeln die Möglichkeit, eine Verlegung in ein anderes Lager zu beantragen, wenn sie eine Gefährdung durch andere Gefangene glaubhaft machen konnten. Dies konnte jedoch nicht verhindern, dass es im Kriegsgefangenenlager Lodge Moor bei Sheffield noch am 24. März 1945 zu einem ähnlichen Mord kam. Auch hier handelte es sich um ein Lager für so genannte „schwarze“ Gefangene, in dem ein Fluchttunnel entdeckt worden war. Zwei Informanten wurden aus diesem Lager am 23. März 1945 in Sicherheit gebracht. Die Wut der nationalsozialistischen Gefangenen richtete sich gegen zwei im Lager verbliebene, als nicht ausreichend loyal angesehene Gefangene, denen am 24. März 1945 die Verlegung zugesagt wurde: den 25-jährigen Unteroffizier Gerhard Rettig (auch Gerhart oder Gerhardt geschrieben) und Otto Huth. Für Gerhard Rettig war dies zu spät, denn als dieser seine Sachen für die Verlegung zusammenpacken wollte, wurde er von dem 31-jährigen Feldwebel Emil Schmittendorf und dem 18-jährigen Gefreiten Armin Kühne, angefeuert von zahlreichen Begleitern, brutal zusammengeschlagen. Es kam zwar Hilfe, jedoch zu spät: Sanitäter brachten ihn mit einem Krankenwagen in das nächste Krankenhaus, doch starb er bereits unterwegs an seinen Verletzungen. Otto Huth konnte dagegen in Sicherheit gebracht werden. Sechs Gefangene wurden angeklagt und zwei von ihnen, Armin Kühne und Emil Schmittendorf, am 13. August 1945 zum Tode verurteilt, die anderen freigesprochen. Am 16. November 1945 wurden Kühne und Schmittendorf von Pierrepoint in Pentonville gehängt.
Der Fall Rosterg wird verglichen mit dem Fall des 21-jährigen U-Boot-Fahrers Werner Drechsler, der von sieben fanatischen Nationalsozialisten im US-amerikanischen Lager Camp Papago Park gelyncht wurde und dessen sieben Mörder im August 1945 in Fort Leavenworth gehängt wurden.
Wolfgang Rosterg ist auf der Deutschen Kriegsgräberstätte Cannock Chase zusammen mit Willy Thorman begraben, der als 39-jähriger Oberleutnant wenige Wochen vor Rostergs Tod durch Aufhängen an einem Baum in der Nähe des Lagers Cultybraggan starb. Dies wurde zwar als Selbstmord eingestuft, doch gibt es bis heute Vermutungen, dass es sich um einen Lynchmord gehandelt haben könnte.